# Orle
Orle je malá vesnice a správní středisko stejnojmenné opčiny v Chorvatsku v Záhřebské župě. Nachází se mezi řekami Odra a Sáva, asi 14 km jihovýchodně od Veliké Gorice a asi 30 km jihozápadně od centra Záhřebu. V roce 2011 žilo v Orle 107 obyvatel, v celé opčině pak 1 975 obyvatel.
Součástí opčiny je celkem 10 vesnic. Největší vesnicí je Veleševec s 430 obyvateli, samotné středisko Orle je až sedmou největší vesnicí.
- Bukevje – 425 obyvatel
- Čret Posavski – 91 obyvatel
- Drnek – 308 obyvatel
- Obed – 51 obyvatel
- Orle – 107 obyvatel
- Ruča – 223 obyvatel
- Stružec Posavski – 75 obyvatel
- Suša – 113 obyvatel
- Veleševec – 430 obyvatel
- Vrbovo Posavsko – 152 obyvatel

Opčinou prochází silnice 3041. Problémem v opčině je absence jakéhokoliv mostu přes řeku Sávu, a tudíž velmi ztížená komunikace s opčinou Rugvica na druhé straně řeky. Pro komunikaci je potřeba využít přívoz nebo použít most ve 20 km vzdálené Martinské Vsi, která již ale není součástí opčiny.